# Christian Andreas Zipser
Christian Andreas Zipser (* 25. November 1783 in Győr (Ungarn); † 20. Februar 1864 in Beszterczebánya) war ein deutscher Naturforscher und Pädagoge.

## Leben
Christian Andreas Zipser besuchte die Mittelschule in Bösing (Bazin). Später studierte er Philosophie und Theologie in Preßburg (Pozsony) und  war anschließend Lehrer in Brünn.
Nach dem Tod des Vaters Karl Zipser übernahm er die Leitung des von demselben gegründeten Mädchen-Erziehungsinstituts in Neusohl (Beszterczebánya). Er betrieb geologische und mineralogische Studien und unternahm viele Reisen.
1818 wurde er als korrespondierendes Mitglied in die Russische Akademie der Wissenschaften in Sankt Petersburg und 1848 in die Bayerische Akademie der Wissenschaften aufgenommen.

## Werk
Seine Sammlungen von ungarischen Gesteinen und Mineralien gab er an mehrere Museen. Er veröffentlichte ein topographisch-mineralogisches Handwörterbuch über Ungarn, kleinere Abhandlungen über Mineralien aus dem Komitat Neusohl (Laumontit, phosphorsaures Kupfer, Lievrit); über die geognostische Umgebung von Neusohl; und über Erdbeben in Ungarn.
Außerdem verfasste er verschiedene Aufsätze in Geiger’s Magazin und Ersch und Gruber’s Encyklopädie.
- Versuch eines topographisch-mineralogischen Handbuches von Ungern, Oedenburg 1817
- Lesebuch zum Gebrauche in Töchterschulen, Kaschau 1822
- Der Badegast zu Sliatsch in Nieder-Ungarn, Neusohl 1828
- Ueber die Statution in Ungarn, 1834
- Neusohl und dessen Umgebungen, Neusohl 1842
- Die Versammlungen ungarischer Ärzte und Naturforscher, Neusohl 1846

## Denkmäler
Das Grabmal von Christian Andreas Zipser befindet sich auf dem evangelischen Friedhof von Neusohl (heute: Banská Bystrica).